# Mercato Saraceno
Mercato Saraceno (romanyol nyelven Marchèt Sarasèin vagy E Marchè) település Olaszországban, Emilia-Romagna régióban, Forlì-Cesena megyében. Lakosainak száma 6797 fő (2023. január 1.). Mercato Saraceno Bagno di Romagna, Novafeltria, Sarsina, Talamello, Cesena, Roncofreddo és Sogliano al Rubicone községekkel határos.

## Népesség
A település lakossága az elmúlt években az alábbi módon változott:
| Lakosok száma | 6865 | 6837 | 6797 |
|               | 2017 | 2018 | 2023 |